# Centro Nacional de Investigación de Virología y Biotecnología VECTOR
El Centro Nacional de Investigación de Virología y Biotecnología VECTOR (en ruso: Государственный научный центр вирусологии и биотехнологии Вектор romanizado como Gosudárstvenny naúchny tsentr virusologii i biotejnologii "Vektor" o académicamente transliterado como Gosudarstvennij naučnyj centr virusologii i biotehnologii "Vektor"), también conocido como Instituto Vector, es uno de los institutos de investigación sobre virología, epidemiología, biología molecular, bacteriología, ingeniería genética, ecología y biotecnología más grandes de Rusia. Fundado en 1974, está ubicado en la ciudad científica (naukogrado) de Koltsovo en el óblast de Novosibirsk a pocos kilómetros de Novosibirsk, en Siberia. Depende del Servicio Federal de Supervisión de la Protección y el Bienestar del Consumidor (Rospotrebnadzor).
Tiene instalaciones y capacidades de investigación para todos los niveles de riesgo biológico, y una de las colecciones de virus más completas del mundo, incluidos los altamente peligrosos virus del Ébola, de Marburg, del síndrome respiratorio agudo grave (SARS) o la viruela, este último virus erradicado y uno de los dos únicos depósitos oficiales con muestras existentes autorizados por la Organización Mundial de la Salud (OMS).  Desde sus inicios, sus instalaciones están defendidas por un destacamento militar. El centro tiene una sucursal, el Instituto de Biotecnología Médica, ubicado en Berdsk. 
Durante la Unión Soviética, fue parte del sistema de laboratorios para la guerra biológica conocido como Biopreparat. Vector también participó en proyectos de ingeniería genética como la creación de virus capaces de fabricar toxinas, así como investigaciones sobre biorreguladores y varios péptidos relacionados con el sistema nervioso.
En la época postsoviética, el centro hizo contribuciones en la investigación y desarrollo en muchos proyectos, la investigación de la viruela, una vacuna para la hepatitis A, vacunas contra la influenza, el virus del Ébola, o medicamentos antivirales con análogos de nucleótidos, sistemas para realizar pruebas en el diagnóstico de VIH o de la hepatitis B, entre otros desarrollos. En 2020, durante la pandemia de COVID-19, presentó la vacuna EpiVacCorona. 

## Historia

### Periodo soviético y el programa de guerra biológica
El 2 de agosto de 1974, la Unión Soviética (URSS) estableció el Instituto de Investigación Científica de Biología Molecular de toda la Unión (VNII MB) con la orden número 1683 de la Mesa de Administración Central de la Industria de Microbiología del Consejo de Ministros de la Unión Soviética. Es a partir de este momento cuando empieza la construcción de los edificios del laboratorio y la preparación para el funcionamiento de lo que sería el origen de Vector. El instituto cambió de nombre varias veces, el cambio más importante fue con el decreto número 20 de marzo de 1985, el cual renombró el instituto como Asociación de Investigación y Producción «Vector» (NPO "Vector"). Según el periodista y escritor estadounidense David E. Hoffman, exjefe de la oficina de Moscú del The Washington Post , la principal tarea de la asociación era desarrollar armas biológicas ofensivas saltándose la convención internacional sobre la prohibición de armas biológicas y toxínicas, que la URSS firmó en 1972. Vector también probó agentes ofensivos medioambientales para dañar campos agrícolas bajo el programa científico «Ekologiya» (Ecología).
En 1985 el gobierno de Mijaíl Gorbachov aprobó un plan para ejecutarse desde 1986 hasta 1990, para la ampliación y desarrollo del centro científico. Como resultado, el centro pasa a estar formado por el Instituto de Investigación Científica de Biología Molecular (VNII-MB), el Instituto Tecnológico para Sustancias Biológicas Activas (NIKTI BAV) y tres centros de producción: el Centro de Producción Experimental Científico (NOPB), la Planta de Producción Científico-Experimental «IBAS» en la ciudad de Berdsk y la Empresa de Producción Agrícola Piloto de la población de Morozovo, próximo a Berdsk. En 1990, Vector se había convertido en el centro científico sobre virología más moderno y grande de la Unión Soviética, superando los 4500 empleados y más de un centenar de científicos.

### Período postsoviético y la reconversión en investigación pacífica
Tras la disolución de la Unión Soviética, el centro acusó falta de fondos como el resto de las instituciones estatales, lo que generó preocupación por la posible transmisión de virus o conocimiento a otras naciones como Irak, Corea del Norte o terroristas. Por ello, y para colaborar en reconvertir el centro científico en investigador de desarrollos pacíficos, el gobierno de Estados Unidos financió un programa de ayuda económico. Los funcionarios del instituto dijeron que el poder adquisitivo real de los salarios de los científicos había disminuido en más del 75 por ciento durante este período.  El Departamento de Defensa de Estados Unidos informó al Congreso en un informe de enero de 2000 que el acceso obtenido a través de los programas de investigación colaborativa proporcionó una «gran confianza» en que los institutos de Biopreparat como Vector no están actualmente involucrados en actividades ofensivas.
En 1994, Vector recibió el estatus de Centro Científico Estatal de la Federación de Rusia - Centro Estatal de Investigación de Virología y Biotecnología «Vector» (Centro Estatal de Investigación VB «Vector»). 
A principios de 2005, se organizó en el centro un laboratorio para el estudio del virus de la influenza aviar. Durante la pandemia de H5N1 declarada por la Organización Mundial de la Salud (OMS) en 2009, Vector fue designado como uno de los centros responsables de la lucha contra la pandemia en Rusia.  
Entre 2009 y 2010, tras la publicación en la prensa de denuncias sobre corrupción y malversación de fondos presupuestarios asignados a Vector, varios líderes fueron despedidos o renunciaron a la vez con una diferencia de aproximadamente un año. En julio de 2010, el director en ese momento Drozdov dimitió a petición propia. En los medios de Novosibirsk, la información sobre la renuncia de Drozdov también está asociada con violaciones financieras por parte del liderazgo del Vector, así como con una atmósfera desfavorable en el equipo de la compañía, la relación entre la gerencia  y la administración y las empresas. de la ciudad de las ciencias de Koltsovo.

### Pandemia de COVID-19 y EpiVacCorona
En enero de 2020, menos de una semana después de conocer la secuencia genética del virus COVID-19, el instituto Vector anunció que tenía ya un método de diagnóstico propio para la enfermedad. En marzo científicos de Vector habían comenzado a probar un prototipo de vacuna, conocida posteriormente como  EpiVacCorona, para la nueva enfermedad de la familia de los coronavirus, el COVID-19. En julio, una investigación del centro descubrió que el virus SARS-CoV-2, causante del COVID-19, puede morir en agua a temperatura ambiente en 72 horas, lo que ayuda a realizar más investigaciones sobre la enfermedad durante la pandemia.
El 24 de julio, el centro de Vector recibió permiso del Ministerio de Salud de Rusia para realizar ensayos clínicos de su vacuna en voluntarios. Esta primera fase de ensayos finalizó el 30 de septiembre y la vacuna fue aprobada el 14 de octubre. Fue la segunda vacuna rusa aprobada después de la vacuna Sputnik V creada por el Centro Nacional de Investigación de Epidemiología y Microbiología Gamaleya. La vacuna de Vector es sintética, basada en el uso de un péptido, a diferencia de Sputnik V que utiliza una forma de transmisión por adenovirus.
El 16 de noviembre, el Ministerio de Salud otorgó permiso al centro para realizar ensayos posteriores al registro en 150 voluntarios mayores de 60 años. El 18 de noviembre se emitió el permiso para realizar ensayos en 3.000 voluntarios. El 15 de diciembre se inició una vacunación de más de 1400 voluntarios.

## Misión
En la actualidad, Vector tiene como principales funciones:
- La investigación de agentes causantes de las enfermedades infecciosas más peligrosas.
- Asegurar la disponibilidad constante para el diagnóstico de nuevas infecciones virales.
- El desarrollo e implementación práctica de herramientas de diagnóstico, prevención y tratamiento de enfermedades virales.
- La formación de personal científico profesional calificado en el campo de la virología, la biología molecular y la biotecnología.

## Logros
Entre los méritos del centro científico están:
- El desarrollo y producción de sistemas de prueba para el diagnóstico de infección por VIH y hepatitis B (uno de los primeros en Rusia).
- La organización de la producción de interferón-alfa-2 humano modificado genéticamente (por primera vez en la Federación Rusa).
- El desarrollo e introducción en la producción del fármaco inmunoestimulante Ridostin, que tiene actividad antiviral, incluso contra la gripe o la influenza.
- El desarrollo e introducción de la única vacuna doméstica contra la hepatitis viral A (junto con el Instituto de Poliomielitis y Encefalitis Viral de la Academia Rusa de Ciencias Médicas).
- El desarrollo de una vacuna contra el virus del Ébola que ha superado los ensayos clínicos y está registrada en el Ministerio de Salud ruso.
- Desarrollo de una vacuna contra la infección por coronavirus COVID-19 que ha pasado los ensayos clínicos y el registro en el Ministerio de Salud de la Federación de Rusia.

## Líderes
- 1982-2005: Lev Stepanovich Sandajchiev.
- 2005-2010 - Ilya Gennadievich Drozdov.
- 2010-2011 - Yevgeny Aleksandrovich Stavsky.
- 2011-2014 - Aleksandr Nikolaevich Sergeyev.
- 2014-2016 - Valery Mijeyev.
- 2016—presente - Rinat Amirovich Maksiutovm.

## Empleados notables
- Lev Sandajchiev - Miembro de la Academia de Ciencias de Rusia.
- Serguéi Netesov - Miembro de la ese mismo instituto científico.

## Accidentes
- El 30 de abril de 1988, el doctor Nikolai Ustinov murió a los 44 años de edad, 14 días después de pincharse accidentalmente a través de dos capas de guantes de goma con una aguja contaminada con el virus de Marburg. El objetivo a largo plazo de la investigación era valorar si podía convertirse en un arma durante la Guerra Fría, para utilizarla en los misiles MIRV que apuntaban a los Estados Unidos. Ustinov escribió un diario durante los últimos diez días de su vida. Dicen que «sudó sangre directamente por los poros de su piel y dejó huellas dactilares ensangrentadas en las páginas de su diario».[17] El trabajo relacionado con el uso militar del virus se abandonó en 1992, poco después del final de la URSS.
- El 5 de mayo de 2004, la investigadora Antonina Presnyakova del instituto Vector murió por Ébola después de pincharse accidentalmente con una aguja contaminada mientras estudiaba una vacuna para el virus.[18]
- El 17 de septiembre de 2019, ocurrió una explosión de gas en Vector. Un trabajador sufrió quemaduras de tercer grado y la explosión voló los cristales de las ventanas. La explosión ocurrió en una sala de descontaminación que estaba siendo modernizada por una empresa. El laboratorio contenía material altamente contagioso de gripe aviar y cepas de hepatitis.[19][20]